# Día de la Iglesia Evangélica Alemana

La Cruz de Jerusalén logotipo del DEKT.

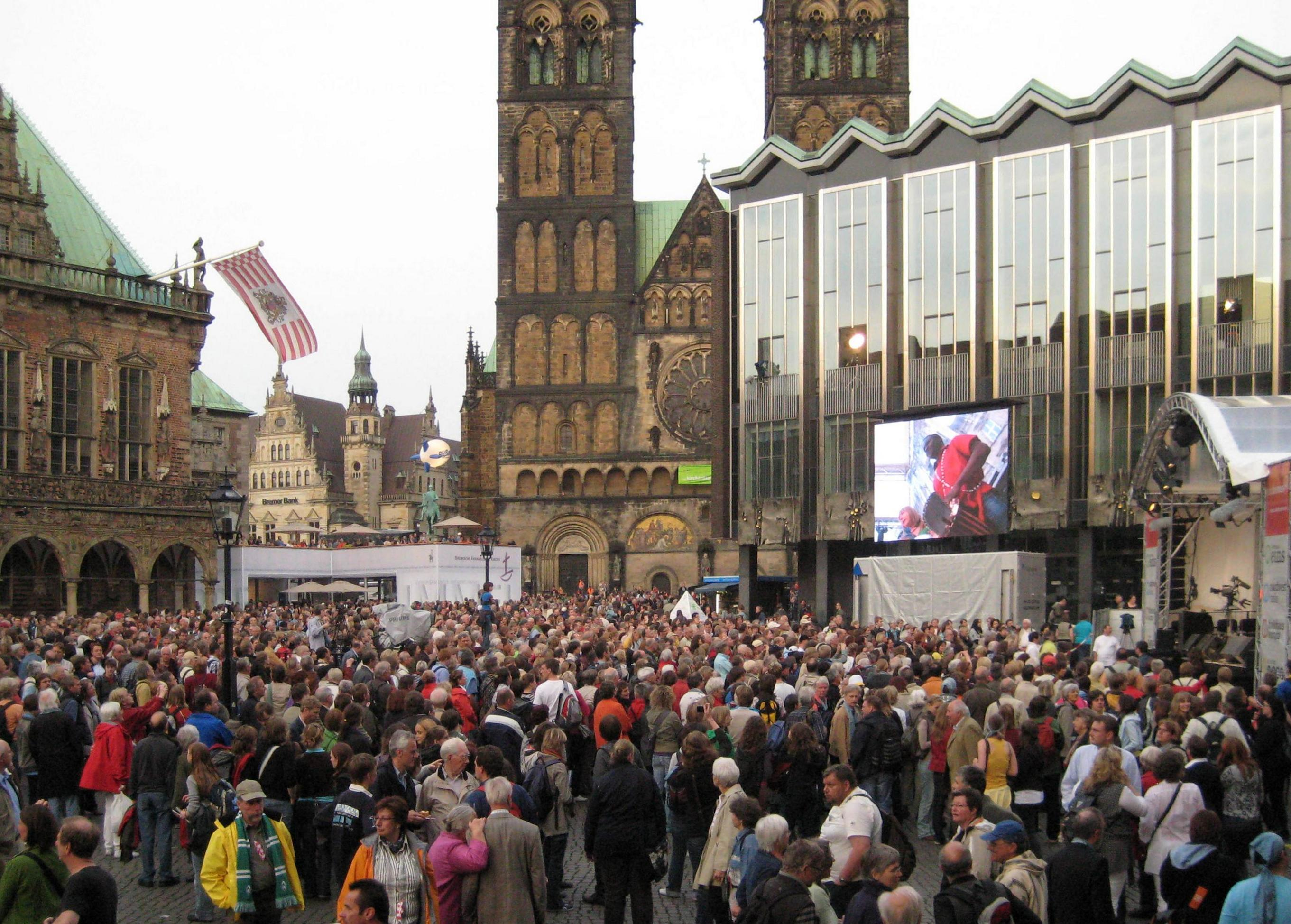
Día de la Iglesia en el "corazón" de la Ciudad Anfitriona (aquí: la Noche del Encuentro 2009 en la plaza del Mercado de Bremen)

El Día de la Iglesia Evangélica Alemana (DEKT) es un movimiento de evangélico laico que cada dos años organiza, durante unos días, grandes eventos.
El Día de la Iglesia Evangélica Alemana es un movimiento de creyentes cristianos, comprometidos con el futuro de la Iglesia y el Ecumenismo. Es una institución independientemente de las iglesias Evangélicas.
Del 3 al 7 de junio de 2015 se celebró el 35.º Día de la Iglesia en Stuttgart. La próxima convocatoria en 2017 será en Berlín y Wittenberg.
Además de los temas del Cristianismo, abarca muchos más temas políticos y sociales actuales, como por ejemplo, el diálogo entre Judíos y Cristianos, (año 1961 en Berlín ) o con la Iglesia Católica (1965 en Colonia). El Movimiento por la Paz de la década de 1980, fue a través de la Iglesia fuertemente influenciado. La primera gran Manifestación por la Paz se celebró con motivo de la celebración del Día de la Iglesia en junio de 1981, en Hamburgo y en 1983, en Hannover (Lema: "el Arrepentimiento para Vida"). 
Para los católicos el equivalente al Día de la Iglesia es el Día Católico. El primer Día Ecuménico de la Iglesia se celebró en 2003 en Berlín. La ciudad anfitriona del 2.º Día Ecúmenico de la Iglesia en mayo de 2010 fue la ciudad de Múnich, organizado conjuntamente con el Comité Central de los Católicos alemanes (ZDK).

## Programa
Desde los inicios del Día de la Iglesia,  en el transcurso de los años, se ha desarrollado un esquema que sirve a la Iglesia como un modelo. El Día de la Iglesia, generalmente, se lleva a cabo durante los días de la Semana Santa, comenzando en la tarde del Miércoles Santo hasta el Domingo.
El programa marco de un Día de la Iglesia sigue una esquema que se adapta a las condiciones locales. Esto incluye en particular:

### Servicios de apertura
El Día de la Iglesia comienza con varios servicios religiosos de apertura en la tarde del Miércoles Santo. 

### Noche del Encuentro

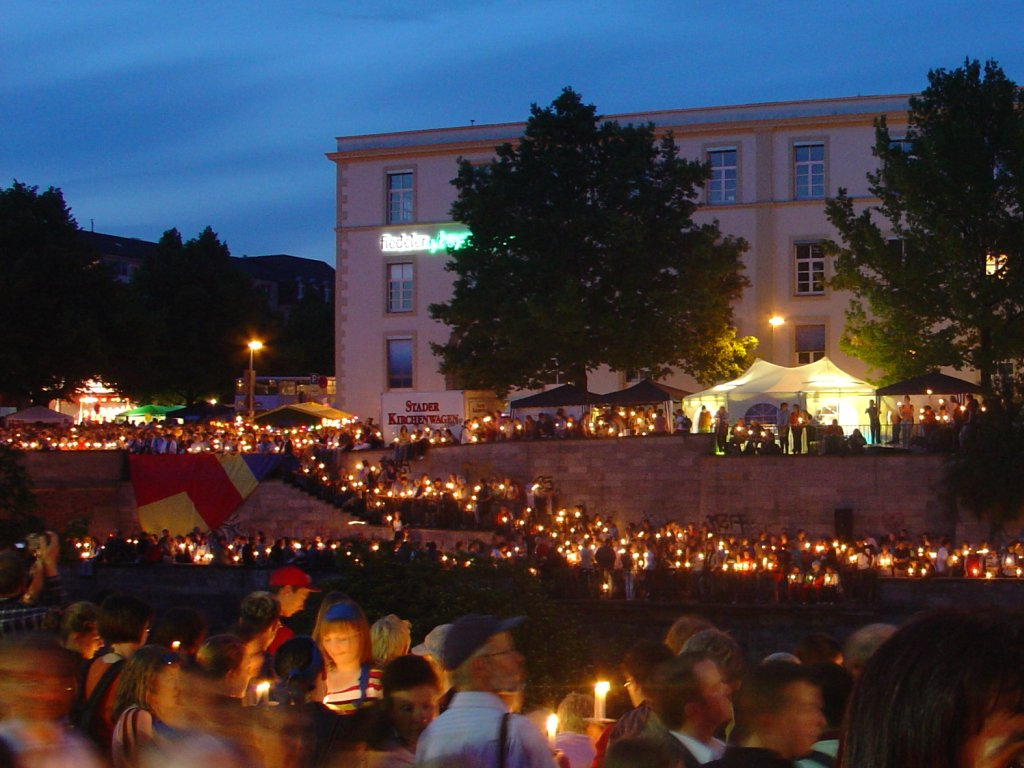
Noche del Encuentro 2005

Grupos locales, iniciativas y obras de la iglesia de la ciudad anfitriona aperturan el acto central que inaugura, el festival urbano de la Noche del Encuentro, tras los servicios religiosos de apertura, en el centro del recinto. Al hacerlo, las diferentes regiones de la Iglesia, con gran variedad de delicias culinarias regionales; también se convierte en un gran escenario con su programa. En numerosos escenarios que se distribuyen por la ciudad, se alternan los laicos y profesionales, para entretener a los asistentes. La Noche del Encuentro ha congregado en los últimos años, alrededor de 300.000 asistentes y es una de las mayores fiestas en las calles de Alemania.
La Noche del Encuentro es, tradicionalmente, sin alcohol y tiene cada vez más su centro de gravedad, en los criterios de la Agricultura ecológica y del Comercio Justo, vendiéndose alimentos y bebidas, preferentemente de la Región, en platos reutilizables. También es típico terminar con canciones, mar de luces e instalaciones sonora, con artistas de renombre como Markus Stockhausen o Sven Helbig.

### La Expiración de jueves a sábado
Las tres jornadas del Día de la Iglesia, tienen el mismo esquema.
Los puntos principales son: 

#### Estudio de la biblia
El evento comienza cada mañana con Estudios Bíblicos. Estos se pueden encontrar en diferentes lugares (desde grandes salas con más de mil asistentes, hasta pequeños grupos de diez personas). Dirigidos por laicos, como artistas o políticos, o por Teólogos.
Igualmente algunos estudios bíblicos de personalidades extranjeras, en lengua inglesa. Todos los estudios bíblicos del Día se basan en el mismo texto bíblico.

#### Mercado de Oportunidades
Hasta las primeras horas de la tarde está abierto un "Mercado de Oportunidades" donde se presentan muchas iniciativas (también no religiosas)  en las salas de exposiciones de la ciudad. Hay puestos en temas como el Comercio Justo, el Clima o la Homosexualidad en la Iglesia, pero también la Ortodoxia en Egipto, Braille o proyectos específicos individuales de las parroquias. La disposición temática de los estands, hace que, por ejemplo, la Capellanía Militar esté a pocos pasos de los grupos cristianos pacifistas.

#### Conferencias y Debates
En la mañana y la tarde, las prioridades temáticas del Día de la Iglesia son conferencias y mesas redondas, en las que participan numerosas personalidades de la política, miembros del Gobierno Federal, la Iglesia y la sociedad, así como de conocidos actores, músicos o moderadores de televisión. El número de oyentes varía, desde varias decenas, hasta más de 10.000 personas, dependiendo del tema y de la capacidad del sitio.

#### Eventos nocturnos
Por la noche, hay más eventos culturales o de culto litúrgico para los diferentes grupos. Por ejemplo, conciertos de conocido músicos pop. En el Día de la Iglesia en Dresde, actuaron, entre otros, Nina Hagen, los Wise Guys, Laith Al-Deen y Andreas Bourani . Igualmente conciertos de músicos locales y música cristiana, como Gerhard Schöne, Clemens Bittlinger o Judy Bailey y también las actuaciones y los estrenos de obras musicales religiosas y obras de teatro o noches temáticas musicales, de actuación y de adoración. 

#### Café Buenas Noches
En algunos centros de reuniones, centros juveniles y alojamientos de grupo, se puede terminar el día en un Café de Buenas Noches, con bebidas sin alcohol y aperitivos, donde la gente se encuentra para conversar.

#### Comida fin de trabajo
La tarde del viernes, la iglesia anfitriona invita en sus locales a un servicio religioso. Este sigue, generalmente, con una acogedora reunión, donde las parroquias de la ciudad y los visitantes, entablan una conversación.

### Servicio religioso de clausura
El Día de la Iglesia termina el Domingo de Resurrección con un servicio religioso de clausura, en el cual, desde 1983, también se celebra la Santa Cena. Se lleva a cabo en una gran plaza con más de 100.000 participantes.

### Prioridades Temáticas
Las Prioridades temáticas de cada Iglesia nueva pensado. Las Formulaciones son, respectivamente, de forma muy genérica, porque ellos recibirán la totalidad de la Anchura de la actual iglesia de Discusión, para incluir la estructura. A menudo son bastante similares: Cuestiones de Fe, individuales de la Vida, de la Ética y de la política de sociedad deben encontrar su Lugar. Las formas de trabajo son, ante todo, conferencias y mesas redondas.

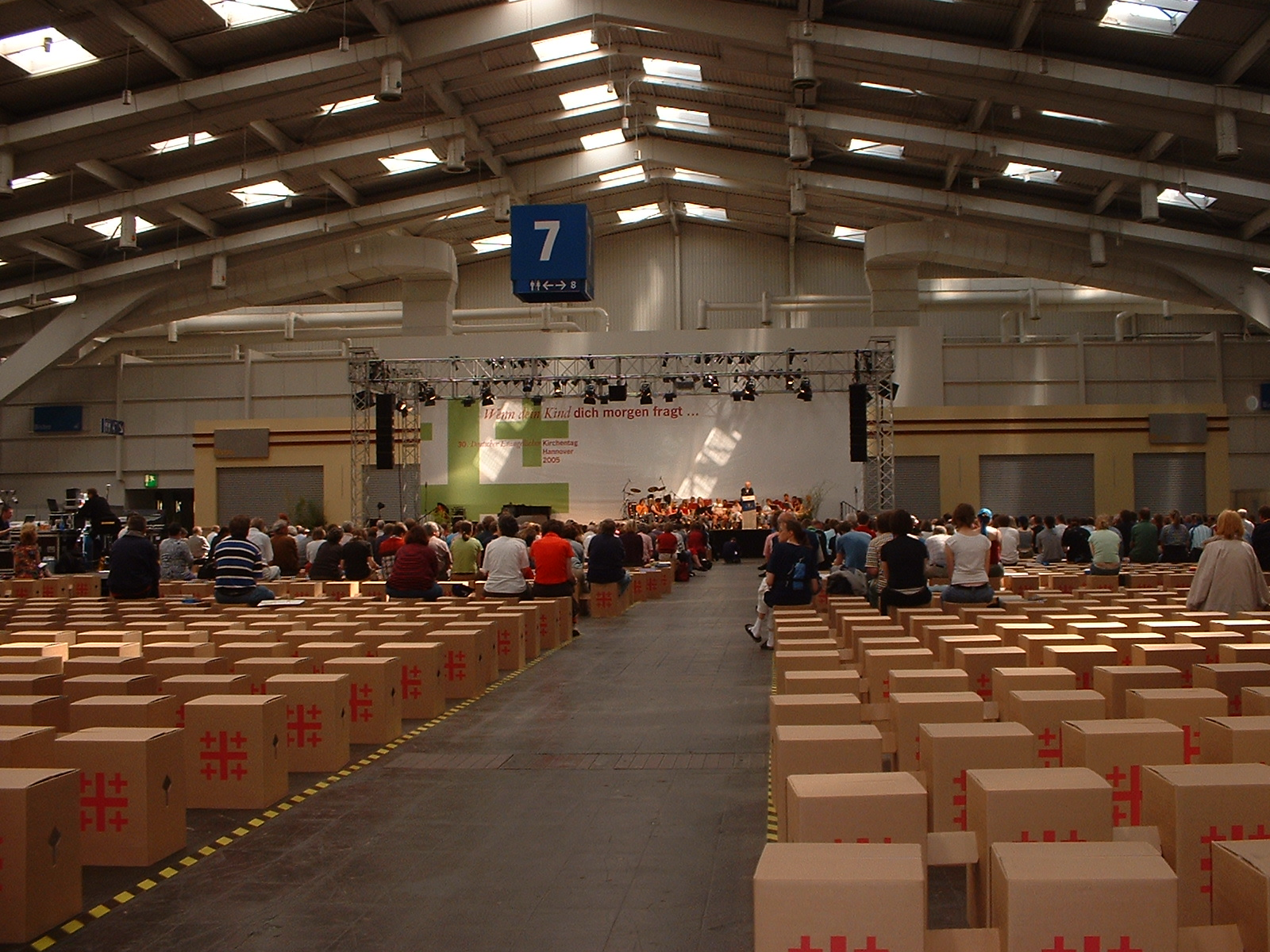
Imagen de un evento del Día de la Iglesia en 2005

### Ofertas Culturales
El Día de la Iglesia siempre incluye un programa cultural. Para ello, son numerosos los espectáculos de teatro, parodias y conciertos musicales de todo tipo. En los últimos años han colaborado, cada vez más, los artistas plásticos.

### Oferta Espiritual
Desde por la mañana temprano hasta la medianoche los servicios se llevan a cabo en varias ocasiones y se ofrecen sesiones de oración y meditación en diferentes lugares. También, hay todo el día sobre la posibilidad de asesoramiento espiritual.

### Resoluciones
Durante el Día de la Iglesia pueden adoptarse resoluciones o decisiones de los asistentes que participan con su firma en su aprobación.

### Cobertura Sanitaria
La atención médica durante el Día de la Iglesia está tradicionalmente garantizada por la Orden de Johanniter. Los servicios médicos de urgencia, servicios de movilidad para las personas con discapacidad y el cuidado de niños, son algunas de las tareas que realizan los voluntarios de toda Alemania.

## Organización
La Asociación "Rechtsträger des Deutschen Evangelischen Kirchentages" es la organizadora del Día de la Iglesia. Tiene su oficina permanente en Fulda. Los dirigentes de la Asociación son elegidos para un periodo de dos años. La Dirección del Día de la Iglesia corresponde a la Presidencia de la Junta directiva de la Mesa, de la Presidencia de la Reunión, de la Conferencia de Consejos nacionales y el Quórum. En ninguno de los Órganos del congreso de la Iglesia, hay institucional de las Representaciones. Solamente hay personal de los Miembros. La orientación de cada Día de la Iglesia bajo el Nombre de "SIGLO xx días de la Iglesia Evangélica Alemana e.V." la propia asociación patrocinadora fundada en la Ciudad de la Orientación de la Kirchentags de una Oficina de abogados.

### Organización laica
En muchas de las tareas de la organización, participan unos 4.000 voluntarios, entre cristianos y Scouts. Aproximadamente el diez por ciento de ellos, denominados como "el Núcleo Duro (HaKa)", colaboran entre nueve días y tres semanas antes de la inauguración.
Los "Colaboradores" en el Programa y en el Mercado de Oportunidades y puestos de venta, tienen un descuento en las entradas. Una excepción son los invitados de la Iglesia, por ejemplo, conocidos grupos de pop.

### Iglesia y protección del medio Ambiente
La Iglesia pone un gran énfasis en la protección del medio ambiente, en el desarrollo del evento. Crea un Acv (Balance ambiental). Para aquellos que viajan, se recomienda el uso del Ferrocarril o en compartir el coche, los grupos participantes, por ejemplo, en el Mercado de Oportunidades, siguen unas reglas compatibles con el comportamiento respetuoso con el medio ambiente, como por ejemplo, la obligación de reducir los residuos y el ahorro de energía. La cantidad de energía consumida en el congreso de la iglesia, se compensa a través de la inversión en producción de energía limpia. Desde 2007,  el Día de la Iglesia ha sido el primer evento alemán auditado y certificado por la  "Eco Management and Audit Scheme" (EMAS). Desde 2013, también en el Área de Alimentación, para reforzar el respeto al impacto en el Clima. En el marco del proyecto ", Klever - Klimaeffiziente Verpflegung", la Iglesia está trabajando en un concepto para la sostenibilidad con el clima en la alimentación de todos los participantes.

### Patrocinio y Financiación
En 2007 costó el Día de la Iglesia en Colonia, unos 14 millones de euros. De los organismos públicos (Ciudad de Colonia, Región Renania del Norte-Westfalia y Gobierno de la República Federal de Alemania), reunió a alrededor de 5 millones de euros. Poco más de 5 millones de euros, fueron aportados por la ciudad anfitriona: la Iglesia Protestante en Renania . Los patrocinadores y las entradas son otros de los pilares de la financiación.
Para el Día de la Iglesia en Dresde 2011, aportó el Estado de Sajonia 5,5 millones de euros y la ciudad de Dresde 2 millones de euros. 
La Iglesia de diferentes empresas y organizaciones. En el Año 2007, fueron, entre otras, la Volkswagen AG, Axel Springer Fundación, Deichmann, E-Plus Móviles y Pan para el Mundo.

## Historia
La actual DEKT comienza en 1949, después de la época del Nazismo y de la Segunda Guerra Mundial, por Reinold von Thadden-Trieglaff  y amigos y tenía sus raíces en una Mezcla del Pietismo y de la Comunión Mundial de Ecumenismo. Anteriormente, a partir de 1932, había Día de la Iglesia regionales. El primero fue en 1932, en Sttetin, un Día de la Iglesia Pomerania, organizado por Thadden y al que asistieron 20.000 personas. En los años siguientes, este Día de la Iglesia, fue utilizado principalmente por la Iglesia de la Confesión para el equipamiento de la comunidad.  En 1935 se celebró en Hannover, una primera "Semana Evangélica"  organizada por las iglesias opuestas a la iglesia conformistas. Después de la Segunda Guerra Mundial, había en 1948, una primera "Semana Evangélica" en Frankfurt.
En el Año de 1949, se inicia de nuevo en Alemania la "Semana Evangélica", con la invitación del obispo Hanns Lilje , en Hannover. El Presidente de la Iglesia Luterana-Sínodo de los obispos, y posterior Presidente de la República Gustav Heinemann, lee aquí la declaración fundacional del Día de la Iglesia Alemana:
"Preparar a los laicos de la Iglesia Evangélica para el servicio en el mundo y en la comunidad cristiana y compartir con los laicos en el CMI, las Iglesias de la democracia".
Las reuniones eran anuales.

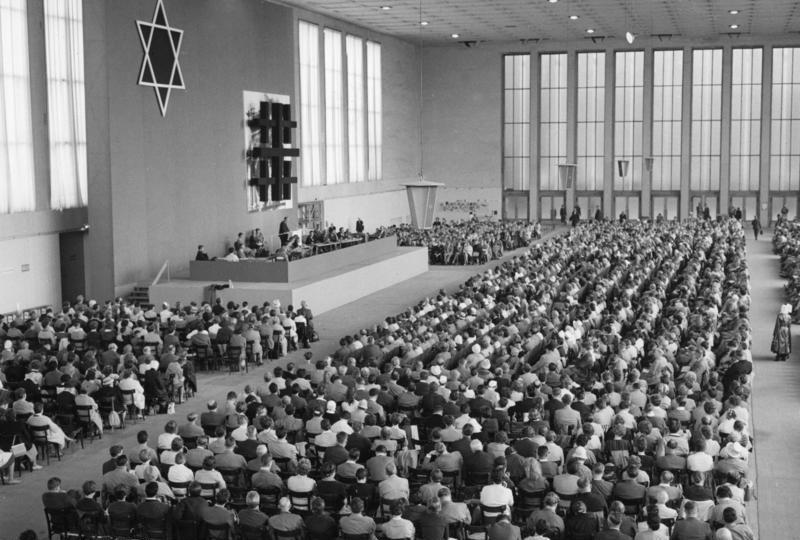
Día de la Iglesia (1961)

De suma importancia fue el Día de la Iglesia de 1951, en Berlín que también fue apoyada por las autoridades de Berlín Oriental. Así fue el FDJ (Juventud Comunista), proporcionó un campamento para el alojamiento de los jóvenes.
El Día de la Iglesia, en 1953, en Hamburgo, se produjo poco después del cambio de Rumbo y la creación de la RDA. De las grandes ciudades de la RDA fueron los trenes especiales a Hamburgo.
Los participantes vinieron originalmente de las dos partes de Alemania: en 1954 tuvo lugar el Día de la Iglesia en Leipzig, y el Día de la Iglesia, de 1961, se celebró en Berlín Oeste, poco antes de la construcción del Muro,  vinieron 19.700 personas de la RDA del total de 42.900 asistentes.
Tras la construcción del Muro en 1961, la organización de un Día de la Iglesia conjunto era cada vez más difícil. Por lo tanto, comenzó a celebrarse otro propio en la RDA.

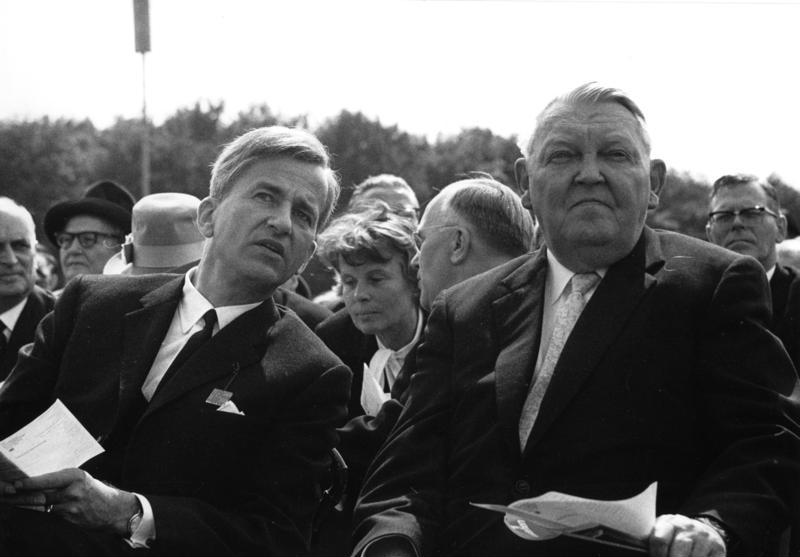
Días de la Iglesia evangélica de Colonia, 1965

A finales de la década de 1960, se requirió al Día de la Iglesia de una profunda revisión. El Día de la Iglesia de los años 50 a 60, servía ante todo, para fortalecer la Fe evangélica en una Alemania cada vez más secular. Temas como el Ecumenismo o la política de Paz, tenían solo un papel marginal, así como nuevos impulsos espirituales. Sin embargo, la Iglesia en su forma anterior era demasiado conservadora. Eso provocó la fundación de la Asamblea General de la Palabra, como un evento alternativo.
En 1969, el Día de la Iglesia, en Stuttgart, mostró un contraste marcado por la influencia de las comunidades evangélicas estudiantiles, con temas vigentes en ese momento de la APO y la guerra de Vietnam
Como periodo de reflexión, no se celebró en 1971 el Día de la Iglesia. En su lugar, se produjo una reuniones ecuménicas y varios Dias de la Iglesia regionales. El Día de la Iglesia de 1973, en Düsseldorf, aunque con el hasta el día de hoy menor número de participantes, sin embargo, encontró por primera vez en un Día de la Iglesia con la que se utiliza hoy el marco en su lugar. Era nuevo, por ejemplo, la Celebración de una "Litúrgica de la Noche", de gran Influencia en los servicios de la Juventud en la siguiente década.
Nuevos Himnos y canciones, con frecuencia, a través de la Iglesia, además de la Difusión. Además, se incrementó la Paz y la Ökologiediskussionen Principio de Kirchentagen.
Heinz Rudolf Kunze compuso para la Iglesia en Hannover 2005, por primera vez, un himno oficial del Día de la Iglesia. De canción pop. Desde entonces, entre otras cosas, los Wise Guys (2007 en Colonia, y en 2009 en Bremen) y el Cabaret Bodo Wartke (2011 en Dresde) Losungs De las Canciones en el Orden del Kirchentags compuesto. 2013 en Hamburgo, dibujaron Compositor Dieter Falk y Cantante Mic Donet para el Kirchentags Canción De responsabilidad.
Para avanzar en el Ecumenismo, el Comité Central de los Católicos Alemanes y la Iglesia Evangélica Alemana, pusieron en marcha el Día Ecuménico de las Iglesias. El primer Diz de la Iglesia Ecuménica 2003 tuvo lugar en Berlín, en el 2003. La segunda se celebró del 12 al 16 de mayo de 2010 en Múnich.

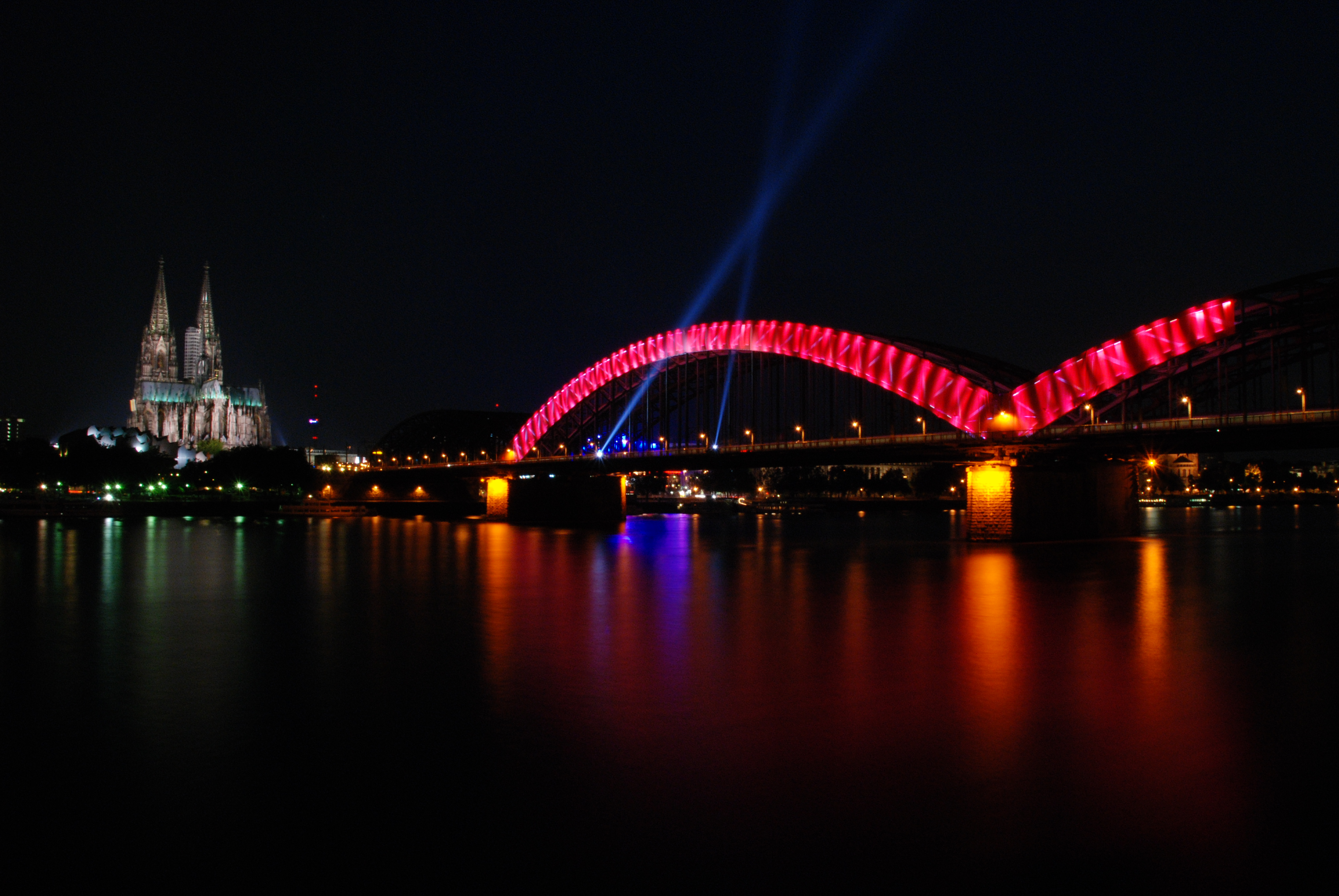
Día de la Iglesia de 2007 en Colonia

- En 2015, se llevó a cabo el 35.º Día de la Iglesia Evangélica alemana, del 3 al 7 de junio en Stuttgart.
- En 2017, el Día de la Iglesia es para Reformationsjubiläum. El 36.º Día de la Iglesia Evangélica alemana es del 24 al 27 de mayo de 2017 en Berlín. Al final, el Großgottesdienst el 28 de junio. Mayo de 2017 para la Lutherstadt Wittenberg planeado.
- El 37.º Día de la Iglesia en 2019, en Dortmund . del 19 al 23 de junio.
- El Día de la Iglesia 2021, en Fráncfort del Meno, del 12 al 16 de mayo (Tercer Ecuménico).
- Para 2023, hay una Invitación de la Iglesia evangélica luterana en Baviera, en Núremberg.

## Sellos

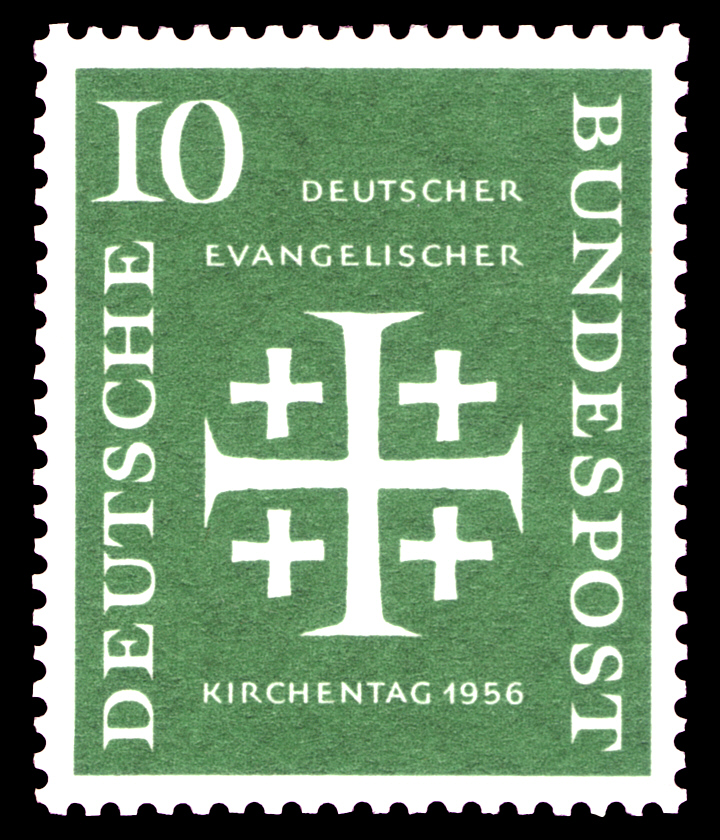
Briefmarke der Deutschen Bundespost (1956): Deutscher Evangelischer Kirchentag 1956 in Frankfurt am Main
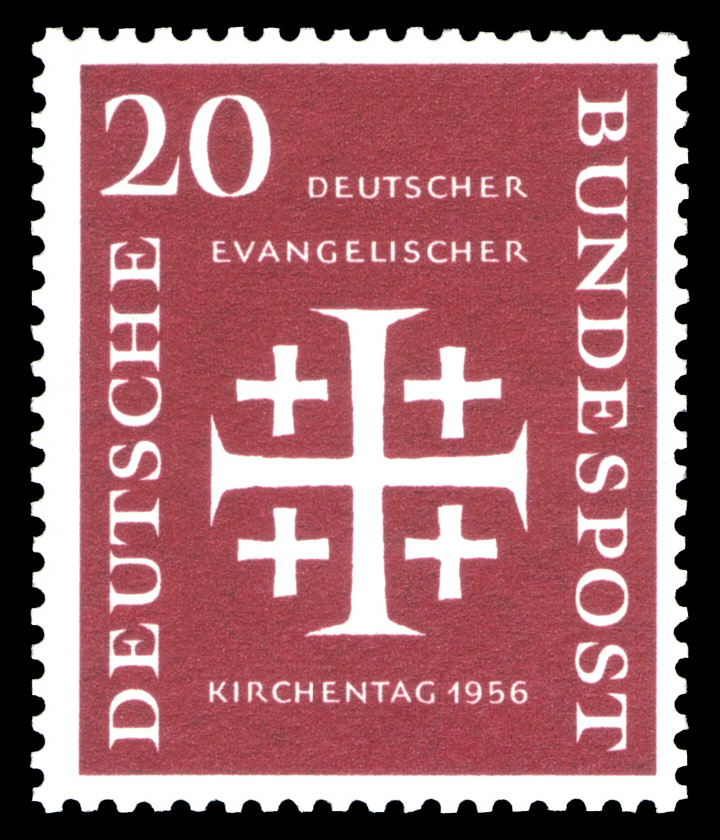
Briefmarke der Deutschen Bundespost (1956): Deutscher Evangelischer Kirchentag 1956
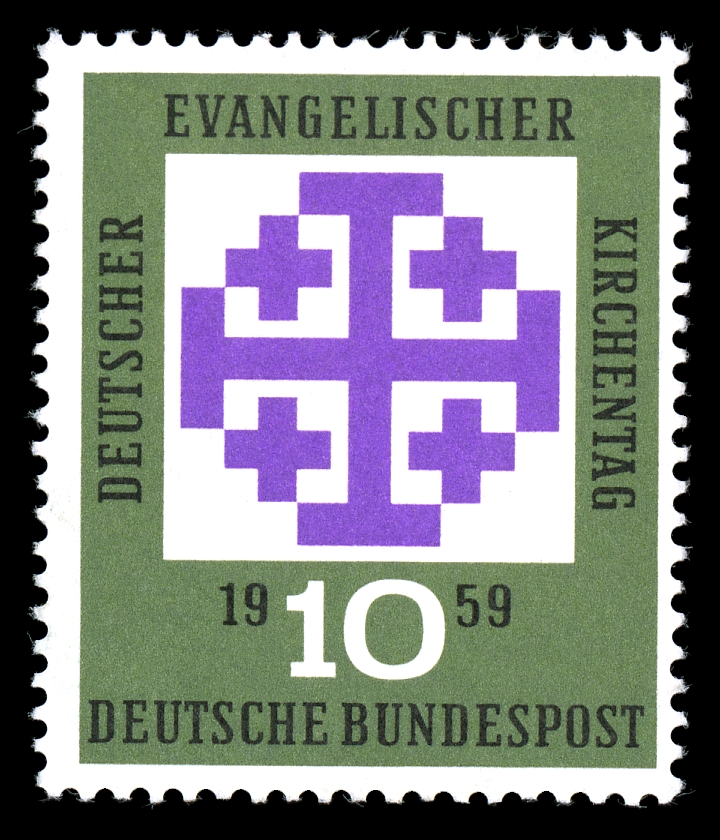
Briefmarke der Deutschen Bundespost (1959): Deutscher Evangelischer Kirchentag 1959 in München
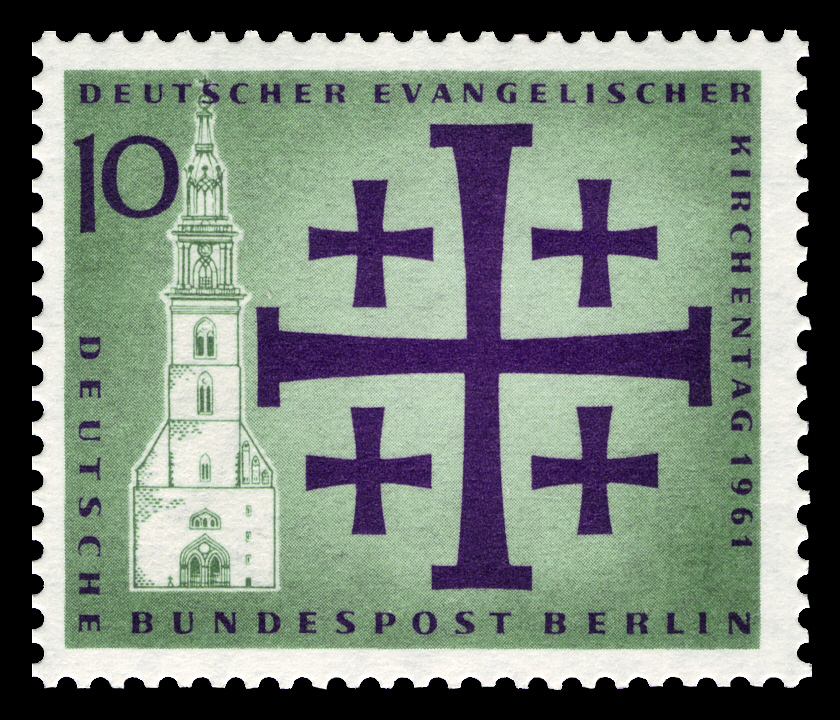
Briefmarke der Deutschen Bundespost Berlin (1961): Deutscher Evangelischer Kirchentag 1961 in Berlin
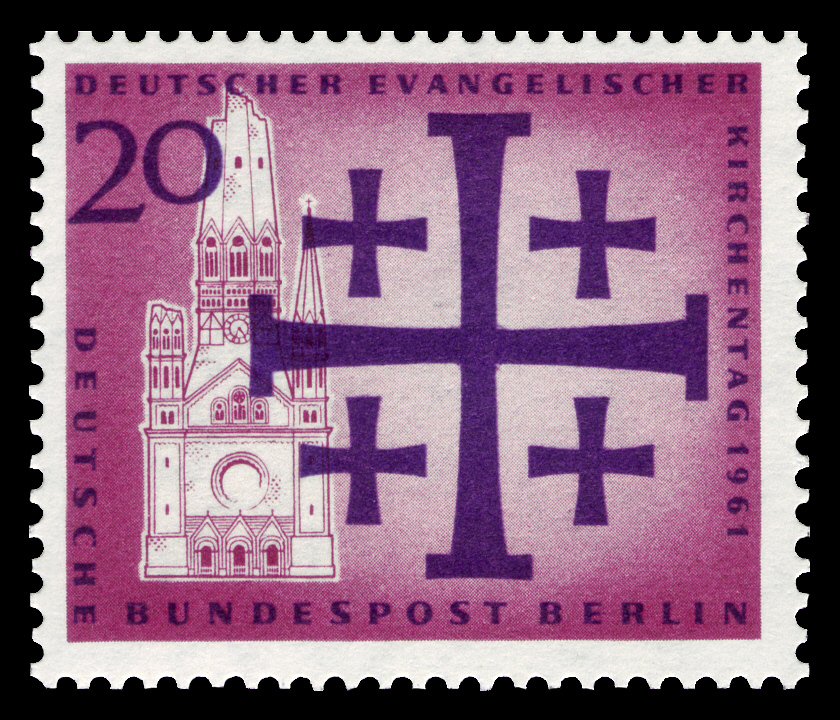
Briefmarke der Deutschen Bundespost Berlin (1961): Deutscher Evangelischer Kirchentag 1961 in Berlin
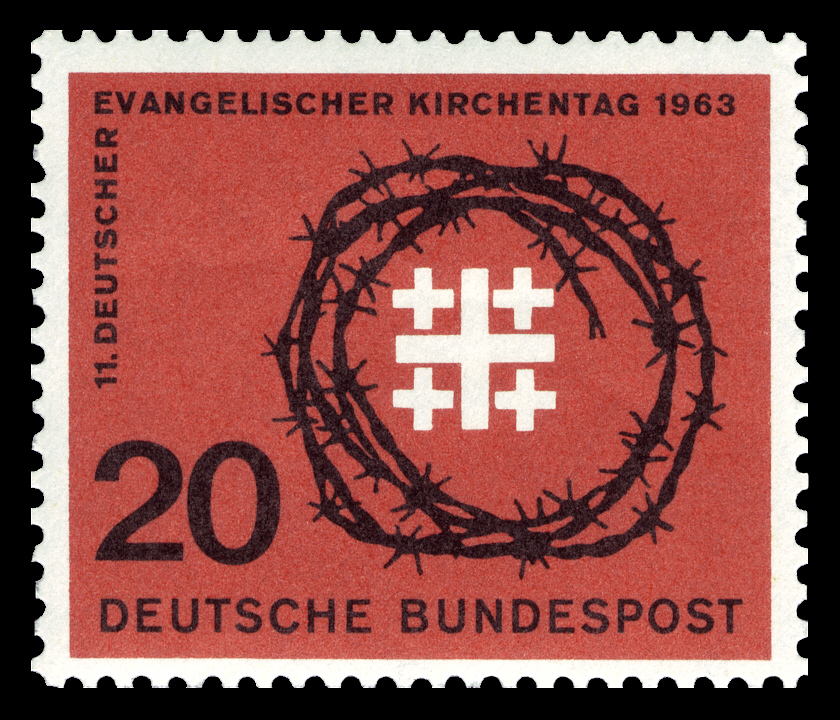
Briefmarke der Deutschen Bundespost (1963): Deutscher Evangelischer Kirchentag 1963 in Dortmund
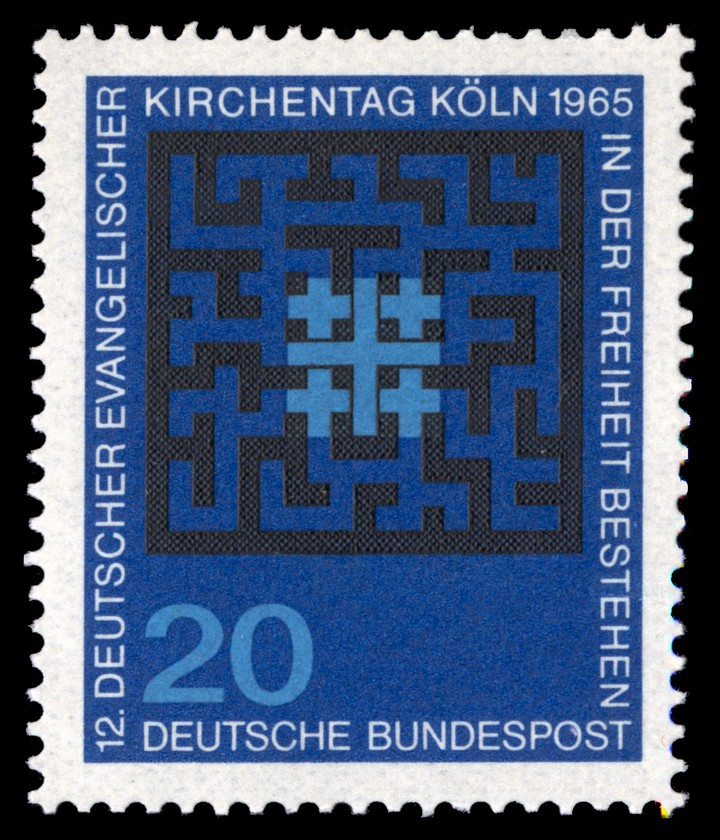
Briefmarke der Deutschen Bundespost (1965): Deutscher Evangelischer Kirchentag 1965 in Köln
Briefmarke der Deutschen Bundespost (1967): Deutscher Evangelischer Kirchentag 1967 in Hannover
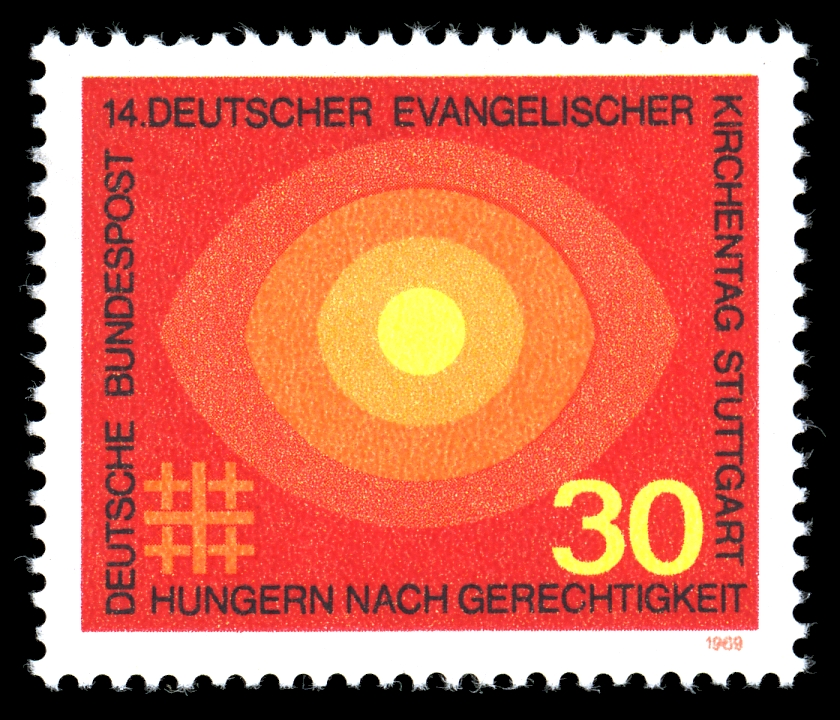
Briefmarke der Deutschen Bundespost (1969): Deutscher Evangelischer Kirchentag 1969 in Stuttgart
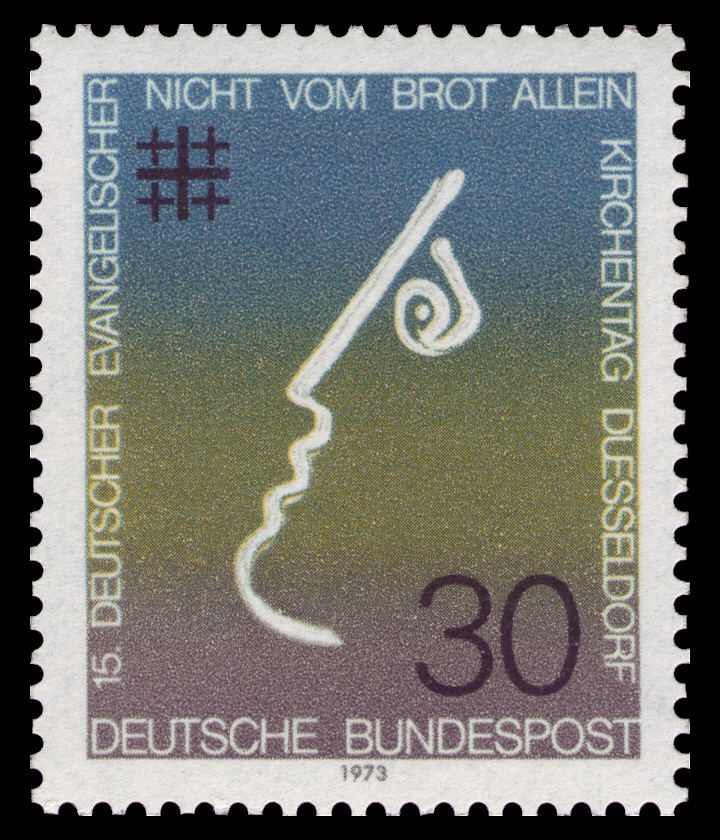
Briefmarke der Deutschen Bundespost (1973): Deutscher Evangelischer Kirchentag 1973 in Düsseldorf
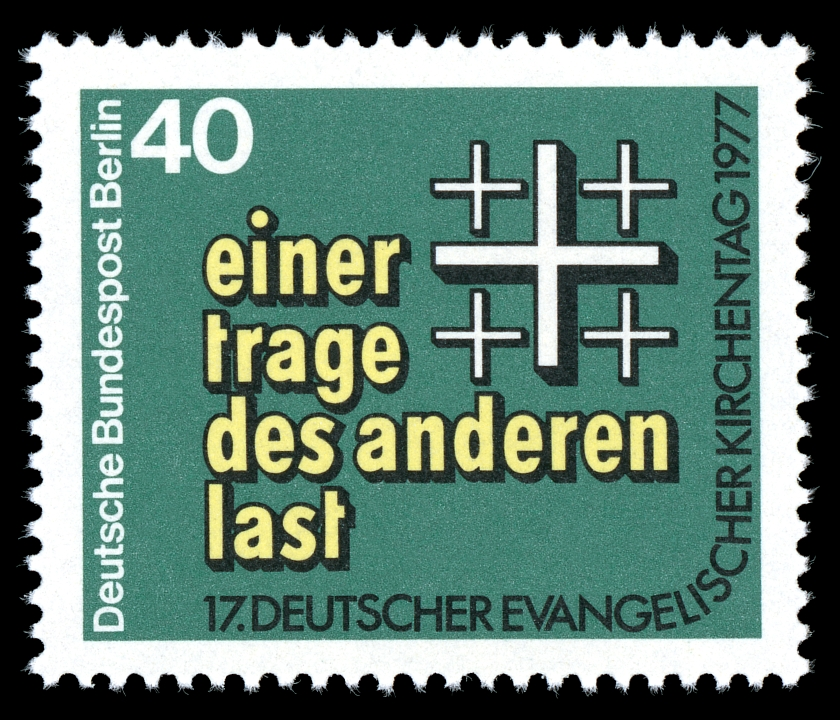
Briefmarke der Deutschen Bundespost Berlin (1977): Deutscher Evangelischer Kirchentag 1977 in Berlin (West)